# Nuits attiques
Les Nuits attiques (en latin Noctes Atticae) sont une compilation antique du IIe siècle due au grammairien Aulu-Gelle, divisée en vingt livres de notes sur la culture de l'époque (résumés d'ouvrages, souvenirs de cours, recherches personnelles, etc.), dont le huitième est perdu.

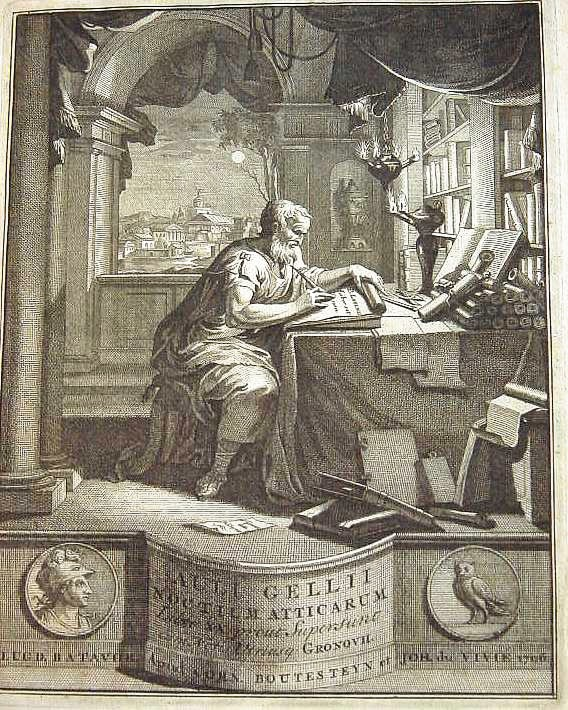
Frontispice d'une édition en latin des Nuits Attiques (1706)

## Rédaction
Aulu-Gelle reçoit l'éducation traditionnelle correspondant à son statut social, et se doit dès lors d'effectuer un séjour à Athènes, où il suit cours et conférences de maîtres célèbres. C'est pendant ce séjour qu'il compose les Nuits Attiques : il leur donne ce titre parce que, comme il l'écrit lui-même, il compose cet ouvrage à Athènes, en Attique donc, pendant les soirées d'hiver. La littérature, les arts, la philosophie, l'histoire, le droit, la géométrie, la médecine, les sciences naturelles et la météorologie, et la géographie sont des sujets abordés.

« Enfin, à l'extrémité du monde est un pays appelé Albanie, où naissent des hommes dont la chevelure blanchit dès l'enfance, et qui voient mieux la nuit que le jour. »

### Éditions
- Consulter la liste des éditions de cette œuvre

### Monographies
- Hubert Zehnacker et Jean-Claude Fredouille, Littérature latine, Paris, Presses universitaires de France, coll. « Quadrige », 2005, 520 p. (ISBN 2-13-055211-0)